# Palazzo dell'Agricoltura
Il Palazzo dell'Agricoltura è un palazzo storico di Roma, sito in via XX settembre, nel rione Sallustiano. È sede del Ministero dell'agricoltura, della sovranità alimentare e delle foreste.

## Storia
Venne costruito tra il 1908 ed il 1914 per volere del Ministro dell'agricoltura, dell'industria e del commercio Francesco Cocco-Ortu. Il fregio sulla facciata riporta tre iscrizioni in latino.
Le decorazioni interne del palazzo includono affreschi, vetrate e opere in ferro battuto, e rimandano tutte al mondo agricolo e rurale. Nel palazzo ha anche sede la biblioteca storica nazionale dell'agricoltura, creata inizialmente nel 1848, anno di nascita del Ministero dell'Agricoltura e del Commercio del regno sabaudo.